# Tabitha og Napoleon D'umo
Tabitha A. D'umo (pigenavn Cortopassi (født 11. september 1973) og Napoleon Buddy D'umo (født 17. oktober 1968), også kendt under navnet Nappytabs, er en koreografduo, der består af mand og kone. Parret er ofte blevet kaldt skaberne af en ny dansestil indenfor hiphop, nemlig dansestilen lyrisk hiphop. De har arbejdet sammen i danseindustrien siden 1996 og er bedst kendt for deres koreografier til tv-danseprogrammet So You Think You Can Dance. Deres deltagelse i programmet har givet både positive og negative anmeldelser af deres koreografier. Udover at have bidraget til So You Think You Can Dance, ejer Tabitha og Napoleon Nappytabs, et dansetøjsmærke, og underviser koreografer i MTV's America's Best Dance Crew.
Tabitha og Napoleon voksede op på hver sin kyst af USA og mødte ikke hinanden før i de tidlige 1990'ere, hvor de mødtes som studerende på University of Nevada, Las Vegas. De begyndte deres fælles dansekarriere, mens de stadig gik på universitet, hvor de underviste i hiphop og koreograferede musicals for større virksomheder. Efter at flytte til Los Angeles i 1999, arbejdede de nu som back-up-dansere for musikere og koreograferede danse for professionelle sportsdansehold. Parrets undervisning og dansesamarbejde gav også duoen mulighed for at koreografere koncerter og tv-shows og for at fungere som kreative instruktører for tours og liveoptrædener. Disse nye karrieremuligheder satte blandt andet parret i samarbejde med Christina Aguilera, Ricky Martin, Celine Dion, Kanye West og Jennifer Lopez. I 2010 instruerede de JabbaWockeeZ's MÜS.I.C., som havde premiere på MGM Grand Las Vegas. De har også koreograferet tre forskellige forestillinger til Cirque du Soleil, to af dem inkluderede gæsteoptrædener på Dancing with the Stars og America's Got Talent. Ved siden af deres arbejde med koreografi og kreativ instruktion, underviser Tabitha og Napoleon stadig i hiphop i både dansestudier og ved offentlige sammenhænge.

## Liv og karriere

### 1968-1996: Opvækst og universitetstid
Napoleon blev født den 17. oktober, 1968. Han voksede op som en ud af en børneflok på tre i Victorville, Californien, og modtog breaking-, locking- og popping-danseundervisning ved at rejse til Los Angeles og begå sig på en b-boy-scene; han blev til sidst hyret som back-up til filmen Breakin' 2: Electric Boogaloo i 1984. Efter Napoleon dimitterede fra Apple Valley High School, Californien, meldte han sig til den amerikanske hær og arbejdede som assistent for en læge, mens han var udstationeret i Tyskland. Efter at være vendt hjem fra hæren, begyndte Napoleon på University of Nevada, Las Vegas (UNLV), hvor hans hovedfag var molekylærbiologi. På college begyndte Napoleon at deltage i jazz- og moderne-dansundervisning. Han modtog på et tidspunkt et fuldt stipendium, som belønning for at være på universitets dansehold. 
Tabitha blev født den 11. september, 1973 og voksede op som enebarn i Galloway, New Jersey. Hendes mor, Cynthia Cortopassi, meldte hende til jazz-dansundervisning, da hun var en lille pige. Eftersom der ingen hip-hop-undervisning var, lærte Tabitha, sig selv, at danse hiphop ved at kigge på musikvideoer og ved at deltage i sin skoles heppekors- og dansehold. Hun siger, at hendes dansestil er inspireret af Michael Jackson, Janet Jackson og Paula Abdul. Efter Tabitha dimitterede fra Absegami High School, flyttede hun vestpå i 1991 for at kunne gå på UNLV, hvor hendes hovedfag var kommunikation og hun begyndte at deltage på "rigtige" hip-hop-dansehold. Det var her hun mødte sin fremtidige mand, Napoleon.
Tabitha og Napoleon begyndte at være kærester 1994, mens deres professionelle dansesamarbejde først begyndte i 1996, hvor de begyndte at undervise i hiphop sammen i Las Vegas Athletic Club. Siden deres fælles karriere begyndte, har de altid arbejdet sammen, hvilket også inkluderer deres første koreografi og den første danseundervisning de har stået for. Det er sjældent, at parret arbejder hver for sig.

### 1996-2005: Forholdet forstærkes og flytning til Los Angeles
Mens Tabitha og Napoleon stadig gik på college, gik de til audition på, og blevet optaget i, dansekompagniet Culture Shock, hvor de mødte medlemmer af JabbaWockeeZ, før JabbaWockeeZ overhovedet blev et hold. For at kunne have råd til at være med i Culture Shock og gå i skole, beholdte begge deres deltidsjobs. Napoleon arbejdede som personlig træner i sine collegeår, mens Tabitha arbejdede på Rio Hotel and Casino. I deres tid som medlemmer af Culture Shock, koreograferede de en stor samling musicals for casinoer og virksomheder såsom Nike, Levi, Redken, Matrix Hair og MAC. De blev i kompagniet og arbejdede sig fra at være medlemmer til at blive artistiske instruktører. Samtidig med at deres dimission fra college nærmede sig, og selvom Tabitha planlagde at tage et job i public relations og Napoleon planlagde, at gå i gang med at blive læge, besluttede de ændre deres planer og satse på en karriere i dansebranchen.
Tabitha og Napoleon blev gift den 19. april, 1998. I 1999, flyttede de til Los Angeles for at forøge deres muligheder for at få jobs. Flytning til L.A. betød nye hip-hop-dansehold i Edge Performing Arts Center i Hollywood. De blev også hyret som back-up-dansere for Beyonce, Missy Elliot, Destiny's Child, Toni Braxton, Timbaland, Monica og Sisqó. Deres skift fra dans til selve koreografering skete gradvist. Deres jobs begyndte at indeholde koreografier til optrædener for NFL og NBA's dansehold, hvilket også gjaldt for Dallas Cowboys, Denver Broncos, Chicago Bulls og Orlando Magic's, samt en koreografi til en dansescene til filmen Legally Blonde. I 2003 begyndte Napoleon at undervise efter "Monsters of Hip Hop"-dansekonvention. Han fik senere selskab af sin kone Tabitha og de er nu faste fakultetsmedlemmer. Selvom duoen nu også underviste efter "Monsters of Hip Hop"s bestemmelser, underviste de stadig i The Edge Performing Arts Center.

### 2005-2007: Dansetøj, kreative instruktører og fitness
I 2005 begyndte Tabitha og Napoleon at skabe deres eget dansetøj, Nappytabs, som de også selv designede. Nappytabs er det første tøjmærke, der beskæftiger sig med hiphop-dansebeklædning. Parret har udtalt, at manglen på ordentligt dansetøj indenfor urban-hip-hop-kulturen var inspiration til firmaet. Tidligt i firmaets produktion, syede Tabitha selv tøjet. Nappytabs-logoet er et yin og yang-lignende symbol, hvor et "n" og et "t" overlapper midten. Navnet "Nappytabs" er blevet givet duoen af dansesamfundet. Det er en kombination af Napoleon (Nappy) og Tabithas (Tab) kælenavne.
Mens Tabitha og Napoleon begyndte at være kreative instruktører efter de var flyttet til California, førte deres første instruktørjob dem tilbage til Nevada. De instruede "Steve Wyrick: Real Magic"-showet i Aladdin Resort & Casino i Las Vegas. I 2006 fungerede de som assisterende instruktører til Christina Aguileras Back to Basics Tour. I 2007 var de igen med som assisterende instruktører til Ricky Martins Black and White Tour. Begge turnér var instrueret af Jamie King, som hovedsageligt er kendt for sit arbejde med Madonna. 
Tabitha var vært/instruktør på en motions-dvd fra Prevention Fitness Systems med titlen Drop it with Dance.
Videoen indeholder seks 10-minutters rutiner, som gradvist gøres sværere: øvelserne fra alle seks rutiner er kombineret i slutningens "Showtime"-serie. Hun medvirkede også i Rock Your Body, en danse/fitness-dvd med Jamie King som vært.

### 2008-2009: Danseshows, lyrisk hiphop og international anerkendelse
Tabitha og Napoleon har rådgivet koreograferne til America's Best Dance Crew (ABDC), siden programmets første sæson i 2008. De er ansvarlige for at koreografere gruppedanserutiner, at komme med danseudfordringer og for at assistere programmets crew, for at kunne give optrædener det sidste touch. Hvert år tager Napoleon af sted som talentspejder ved forskellige danseauditions, for at finde dansere til showet.
I 2008 fungerede parret også som værter i Rock the Reception på kanalen TLC. I programmet skulle de koreografere bryllupsdanse til forlovede par; danse de forlovede skulle optræde med til deres egne bryllupper. Deltagerne var ægte forlovede og havde ingen tidligere danseerfaringer. Showet havde premiere den 15. juli 2008. En dag før premieren optrådte Tabitha og Napoleon i ABC's The View, for at reklamere for programmet. Yderligere fungerede duoen også som koreografer og som medlemmer af dommerpanelet i Fox's So You Think You Can Dance (SYTYCD). Det var i dette program, at deres lyriske hiphop fik offentligt anerkendelse. Lyrisk hip-hop er en mere flydende og mere dyb version af standard hiphop, der oftest bliver danset til langsom rapmusik eller R&B-musik. Navnet blev givet af koreograf og producer Adam Shankman i en henvisning til en rutine koreograferet af Tabitha og Napoleon til Leona Lewis' "Bleeding Love".
"Det fede ved det her program er, at vi virkelig har opdaget en helt ny stil, nemlig lyrisk hiphop og [Tabitha og Napoleon] naglede den. Dette program har vist, at hiphop bare er en fuldstændig legitim smuk genre i sig selv og at du kan fortælle så smukke og hjerteknusende historier gennem dansen."
"Bleeding Love" blev nomineret til en Emmy Award for Outstanding Choreography i 2009. Efter sæsonen sluttede, stod parret for instruktionen af den følgende So You Think You Can Dance Tour. De fortsatte med at være kreative instruktører for mange andre koncerter gennem resten af året. De blev hyret som assisterende instruktører på Kanye Wests Glow in the Dark Tour. De fandt igen sammen med Jamie King og fungerede som assisterende instruktører på Celine Dions Taking Chances Tour. De instruerede Monsters of Hip Hop: The Show i El Portal Theater i Los Angeles, og America's Best Dance Crew Live, i hvilket JabbaWockeeZ, Super Cr3w, Fanny Pak, ASIID og Breaksk8 medvirkede. Yahoo! gav koncerten positive anmeldelser, og skrev, at de fem dansekompagnier repræsenterede en god blanding af stilarter og de bedste dele fra hvert kompagni blev vist på scenen. I november 2008, var Tabitha og Napoleon på forsiden af bladet Dance Teacher. Dance Teacher skrev: "Solidariteten mellem parret er ikke kun blevet til på grund af det 10 år lange ægteskab, men også på grund af deres arbejde, der har gjort dem til nutidens mest kendte og koreografer og instruktører."
I januar 2009 lancerede Nappytabs-websiden starten på online tøjsalg. Før denne ændring, var deres tøj udelukkende blevet solgt til udvalgte regionale dansetøjsbutikker og til større dansebegivenheder. Deres dansetøjswebside tjener også som Tabitha og Napoleons officielle webside med nyhedsopdateringer om de forskellige projekter de arbejder på. Siden er designeret og vedligeholdt af Ryan Cypherts "3nine Design"-medievirksomhed; Cyphert er også professionel danser og co-fakultetsmedlem sammen med Tabitha og Napoleon i Shock the Intensive-dansekonvention.
I april 2009 koreografede Tabitha og Napoleon to pars rutiner og en grupperutine til anden sæson af So You Think You Can Dance Australia. "Arab Money"-hip-hop-rutinen, som de koreograferede, fik gode udtalelser fra dommerne, men deres "Dead and Gone", en lyrisk hip-hop-rutine, som blev vist senere, fik mest ros. Dommer Bonnie Lythgoe kaldte den for "aftens bedste rutine". Jason Coleman tilføjede, at "koreografien var fantastisk" og Matt Lee fortsatte ved at sige, at den var "...højst sandsynlig den bedste rutine i sæsonen." Da de nu var i Australien, optrådte Tabitha og Napoleon som dommere i Australian Hip Hop Championships 2009 i Sydney, sammen med den indfødte australske b-boy Don og kollega fra Monsters-fakultet Jillian Meyers. Andre gæsteoptrædener inkluderede undervisning på Project 818 i Moskva, Rusland og at holde tale for Choreography Media Honors-panelet ved Dance Camera West-filmfestivalen.
I september koreograferede Tabitha og Napoleon åbningssekvensen til premiereaftenen til den syvende sæson af The Ellen DeGeneres Show. I rutinen dansede både DeGeneres og top 10-dansere fra femte sæson af So You Think You Can Dance. De gik direkte over til at instruere den efterfølgende So You Think You Can Dance Tour.
Tabitha og Napoleon koreograferede flere forskellige tv-specials senere det år. Den første var Sean Kingstons "Fire Burning"-optræden ved Teen Choice Awards. Ved 61st Primetime Emmy Awards koreograferede de en rutine, hvori der medvirkede gamle kendinge fra So You Think You Can Dance, America's Best Dance Crew og Dancing With the Stars. Blandt danserne var Karina Smirnoff og Maksim Chmerkovskiy, fra Dancing With The Stars; Katee Shean, Mark Kanemura og Joshua Allen, fra So You Think You Can Dance; og fire medlemmer fra Quest Crew — vinderne af sæson tre i America's Best Dance Crew. De afsluttede året med en koreografi til Carrie Underwoods All-Star Holiday Special, og Jennifer Lopez' optrædener til American Music Awards og Dick Clark's New Year's Rockin' Eve with Ryan Seacrest.

### 2010-2011: Cirque Du Soleil, udvidende branding, MÜS.I.Cog MOBBED
I 2010 vendte Tabitha og Napoleon tilbage til So You Think You Can Dance (SYTYCD) i den syvende sæson og påbegyndte tre forskellige forestillinger til Cirque Du Soleil. I februar lavede de koreografien til Cirque Du Soleils forestilling Viva ELVIS, der fandt sted på hotellet Aria i Las Vegas. De koreograferede også en Viva ELVIS-gæsteoptræden i Dancing with the Stars, som bladet Dance Spirit kaldte "sjov" og "energisk". På SYTYCD lavede de koreografier til både gæster samt til deltagerne. En gæsteoptræden var med den engelske popstjerne Natasha Bedingfield og endnu en koreografi, lavet sammen med Mandy Moore, til Cirque du Soleils cast til Beatles LOVE. De arbejdede igen sammen med Beatles LOVE ved NHL-prisuddelingen og med deres søsterproduktion til Cirque Kà til en gæsteoptræden i America's Got Talent.
Ved siden af koreografi fortsatte Tabitha og Napoleon med at udvikle og udvide deres dansetøjskollektion. I maj åbnede de en Nappytabs-butik og dansestudie i North Hollywood Arts District. Selvom de designer deres eget tøj, lånte de print- og T-shirtdesign fra Alex Lodermeier, som også har designet for Propr, som er en tøjkollektion af Ben Harper, David Arquette og David Bedwell. Gennem Nappytabs begyndte de også at sponsorere "The Pulse on Tour"-dansesammenslutning og Industry Voice online nyhedsbrev. Deres tøj bliver brugt i indie-R&B-sangeren John Gillettes musikvideo til hans sang "All Bad". Tabitha var med som danser i videoen og Napoleon dukkede op som sig selv i slutningen.
Også i maj havde JabbaWockeeZ' MÜS.I.C.-show, som Tabitha og Napoleon havde instrueret, premiere på MGM Grand Las Vegas. MÜS.I.C. is the first hip-hop dance stage show on the Las Vegas Strip. Den originale musik til showet var skabt af DJ sammen med The Bangerz og deres kostumer var designet af Kara Saun. Showet er 90 minutter langt og indeholdt både dans, komik og magi. I premieren optrådte fire medlemmer fra Super Cr3w på scenen, udklædte som JabbaWockeeZ. Selvom showet skulle stoppe i slutningen af juni, blev det forlænget til at vare august ud. I oktober, blev MÜS.I.C permanent headliner på Monte Carlo Resort and Casino. Ved Monte Carlo-premieren, bragte JabbaWockeeZ Tabitha op på scenen som gæsteoptrædende. Senere det år, optrådte Tabitha og Napoleon som gæstekoreografer på Everybody Can Dance! / Танцюють всі!, den ukrainske udgave af SYTYCD. De medvirkede også i den uafhængige dansedokumentar MOVE. Filmen handler om dans som kunstart og hvordan dygtige koreografer kan være i stand til at føre deres dans fra blot at være en hobby til også at være en karriere.
I februar 2011 havde Tabitha og Napoleon deres debut som musikvideoinstruktører med sangen "All These Boys" af Jasmine Villegas. Udover at fungere som instruktører, fungerede de også som koreografer. I foråret vendte de tilbage til at arbejde med to tv-projekter. Som ja tak til invitationen fra Nigel Lythgoe, tilsluttede de sig produktionsholdet til tiende sæson af American Idol som scene- og bevægelsesledere. Lythgoe var executive producer på både American Idol og So You Think You Can Dance. De koreograferede også det Howie Mandel-produceret tv-program MOBBED, som havde premiere efter American Idol den 31. marts, 2011. Pilotafsnittet var dog indspillet i september 2010, og efter at være blevet set af 10.8 million seere, blev den godkendt som til videre indspilning. Senest er de begyndt at arbejde på filmen COBU 3D, hvor Derek Hough og den koreanske popsanger BoA medvirker. På grund af problemer med filmens tidsplan, vendte duoen ikke tilbage til America's Best Dance Crew som rådgivende koreografer til programmets sjette sæson.